# 47 Андромеди
HD8374 є хімічно пекулярною зорею спектрального класу
A1 й має видиму зоряну величину в смузі V приблизно  5,6.
Вона знаходиться у сузір'ї Андромеда на відстані близько 211,4 світлових років від Сонця
й віддаляється від нас зі швидкістю близько 13км/сек. Даний об'єкт є спектрально-подвійною зорею.

## Фізичні характеристики
Головна зоря системи HD8374 обертається порівняно повільно навколо своєї осі. Проєкція її екваторіальної швидкості на промінь зору становить Vsin(i)= 33км/сек.